# AMD Brazos
AMD Brazos — самая первая платформа Fusion компании AMD, разработанная для мобильных решений (ноутбуков и неттопов), в состав которой входит APU (микросхема, объединяющая на одном кристалле CPU и GPU).

## Характеристики
AMD C-30 (серия Ontario) — APU с одноядерным x86/x64 процессором (частота 1,2 ГГц, 512 Кб кэша 2 уровня) и интегрированной графикой AMD Radeon 6250 с поддержкой DX11, работающая на частоте 280 МГц.
AMD C-50 (серия Ontario) — APU с двухъядерным процессором Bobcat (частота 1,0 ГГц) и интегрированной графикой AMD Radeon 6250.
AMD C-60 — APU с двухъядерным процессором (частота 1 ГГц (в режиме Turbo Core – до 1,33 ГГц); 1 МБ кэш-памяти второго уровня). Частота встроенного GPU Radeon HD 6290 также может динамически повышаться с 276 до 400 МГц. При этом уровень TDP остаётся в рамках 9 Вт.
AMD E-300 — имеет два ядра, однако их тактовая частота составляет 1,3 ГГц. Графическое ядро Radeon HD 6310 имеет номинальную частоту 488 МГц (точно таким же GPU комплектуются и нынешние представители серии Zacate — APU E-240 и E-350; TDP обоих — 18 Вт). 
AMD E-350 под кодовым именем Zacate — работает с двумя Bobcat-ядрами с частотой 1,6 ГГц и графическим ядром Radeon HD 6310 (с 80-потоковыми процессорами) с поддержкой DX11.
AMD E-450 — оснащена двумя ядрами Bobcat с тактовой частотой 1,65 ГГц, контроллером оперативной памяти DDR3-1333(поддерживает модули памяти DDR3-1600 МГц) и графическим ядром Radeon HD 6320, в состав которого входит 80 потоковых процессоров и видеопроцессор UVD3. В обычном режиме частота GPU равняется 508 МГц, а в режиме Turbo Core может повышаться до 600 МГц.

## Продукты
Материнские платы:
Mini-ITX
- ASRock E350M1/USB3[1]
- ASRock E350M1[2]
- Gigabyte GA-E350N WIN8
- Gigabyte GA-E350V-USB3[3][4]
- ASUS E35M1-I DELUXE[5]
- ASUS E45M1-I DELUXE[6]

uATX
- ASUS E45M1-M PRO[7]

Ноутбуки и нетбуки:
- Asus Eee PC 1215B[8]
- Asus Eee PC 1015B
- Asus Eee PC 1225B
- Asus x53u\k53u
- Acer Aspire One 522[9]
- Acer Aspire One 722
- Acer Aspire One 725
- Acer Aspire 7250
- MSI Wind U270[10]
- MSI CR650[11]
- Toshiba NB550D с процессором C-50[12]
- Sony VAIO YB[13]
- HP Pavilion dm1z[14]
- Lenovo G575
- Lenovo ThinkPad X120e:[15]
- Lenovo IdeaPad S205, S206
- Samsung RV513
- Compaq C58

Планшетные компьютеры:
- MSI WindPad 110W[16]
- Acer Iconia Tab W500/W501